# Красавицы (рассказ)
«Красавицы» — рассказ Антона Павловича Чехова. Написан в 1888 году, впервые опубликован в журнале «Новое время», 1888, № 4513 от 21 сентября с подписью Ан. Чехов.

## Публикации
Рассказ А. П. Чехова «Красавицы» написан в 1888 году, впервые опубликован в журнале «Новое время», 1888, № 4513 от 21 сентября с подписью Ан. Чехов. В 1894 году рассказ вошёл в сборник «Между прочим», позднее — в издаваемое А. Ф. Марксом собрание сочинений А. П. Чехова.
Для сборника Чехов сократил рассказ, убрал отрывок с выговором армянином дочери.
В рассказе отразились впечатления Чехова, проезжающего когда через армянское село Большие Салы.
При жизни Чехова рассказ переводился на немецкий язык.

## Критика
Рассказ был оценен современниками писателя. Критик А. С. Лазарев писал: «Прелестная вещь по языку и по симпатичному описанию. Психологическая черта — грусть при виде красавиц — подмечена замечательно верно».
В. Альбов относил рассказ «Красавицы» к тем произведениям, где «слышится глубокая, затаенная тоска по идеалу, которому нет места на земле, тоска по скрытой в жизни красоте, мимо которой равнодушно проходят люди и которая гибнет, никому не нужная и никем не воспетая».

## Сюжет
Двухчастный рассказ «Красавицы» ведется от первого лица. Однажды летом автор, будучи гимназистом, ехал на лошадях с дедушкой в Ростов-на-Дону. Они остановились в армянском селе Бахчи-Салах у знакомого дедушке богатого армянина. Дед завел с армянином разговор об овцах, толоке, выпасе скота, мальчиком же от духоты и скуки овладела «ненависть к степи, к солнцу, к мухам…» В ходе разговора прислуга принесла поднос с посудой и самовар, а армянин позвал: «Машя! Ступай наливай чай! Где ты? Машя!»
В комнату пришла его дочь, девушка лет шестнадцати. Она была одета в ситцевое платье и в белый платок. За церемонией чаепития, автор посмотрел в лицо девушки, и почувствовал, что на него как будто налетел ветер, сдувший духоту и скуку. Лицо девушки показалось ему обворожительным и прекраснейшим из когда-либо встречавшихся ему лиц, которые ему «чудились во сне».
Чехов подробно описывает внешнюю красоту Маши, отмечает её «черты правильные, … волосы, глаза, нос, рот, шея, грудь и все движения молодого тела слились вместе в один цельный, гармонический аккорд, в котором природа не ошиблась ни на одну малейшую черту».
После угощения дедушка завалился спасть, а мальчик вышел из дома и наблюдал, как Маша с озабоченным лицом носилась по двору. Он еле успевал крутить головой, чтобы следить за ней.
За этим занятием незаметно пролетели три часа ожидания, после чего автор с дедушкой уехали в город. Их возница, хохол Карпо, по дороге вспоминал, какая у армянина славная дочка.
Во второй части описывается, как автор, уже студент, ехал весной по железной дороге на юг. На одной из станций он вышел из вагона прогуляться по платформе. Среди гуляющих пассажиров он увидел молодую девушку, лет 17—18, одетую в русский костюм. Девушка была также красавицей. Секрет её красоты заключался в «мелких, бесконечно изящных движениях, в улыбке, в игре лица, в быстрых взглядах на нас». Автор испытал такое же чувство, какое овладевало им когда-то в армянском селе.
Юноше было жалко уходить от красавицы в душный вагон. Когда поезд тронулся, девушка проводила глазами поезд и убежала в сад.